# العلاقات القطرية النيجيرية
العلاقات القطرية النيجيرية هي العلاقات الثنائية التي تجمع بين قطر ونيجيريا. أقيمت العلاقات الدبلوماسية بين البلدين عام 2013، كم تم افتتاح سفارتي البلدين في نفس العام. تتميز العلاقات الثنائية بين قطر ونيجيريا الإتحادية بالودية حيث إن هناك تطابق في وجهات النظر حول العديد من القضايا الدولية والإقليمية. كما شهدت العلاقات الثنائية تطوراً ملحوظاً خلال الفترة الأخيرة بتبادل الزيارات والدعم في شتى المجالات.

## مقارنة بين البلدين
هذه مقارنة عامة ومرجعية للدولتين:
| وجه المقارنة                                              | قطر           | نيجيريا                     |
| --------------------------------------------------------- | ------------- | --------------------------- |
| المساحة (كم2)                                             | 11.44 ألف     | 923.77 ألف                  |
| عدد السكان (نسمة)                                         | 2.64 مليون    | 190.89 مليون                |
| الكثافة السكانية (ن./كم²)                                 | 230.77        | 206.64                      |
| العاصمة                                                   | الدوحة        | أبوجا، لاغوس                |
| اللغة الرسمية                                             | اللغة العربية | لغة إنجليزية، اللغة اليوربا |
| العملة                                                    | ريال قطري     | نيرة نيجيرية                |
| الناتج المحلي الإجمالي (بليون دولار)                      | 167.61 مليار  | 375.77 مليار                |
| الناتج المحلي الإجمالي (تعادل القوة الشرائية) بليون دولار | 316.40 مليار  | 1.09 تريليون                |
| الناتج المحلي الإجمالي الاسمي للفرد دولار أمريكي          | 73.65 ألف     | 2.64 ألف                    |
| الناتج المحلي الإجمالي للفرد دولار أمريكي                 | 141.54 ألف    | 5.91 ألف                    |
| مؤشر التنمية البشرية                                      | 0.850         | 0.514                       |
| رمز المكالمات الدولي                                      | 974+          | 234+                        |
| رمز الإنترنت                                              | .qa           | .ng                         |
| المنطقة الزمنية                                           | ت ع م+03:00   | ت ع م+01:00                 |

## منظمات دولية مشتركة
يشترك البلدان في عضوية مجموعة من المنظمات الدولية، منها:
| علم المنظمة | اسم المنظمة                               | تاريخ انضمام قطر | تاريخ انضمام نيجيريا |
| ----------- | ----------------------------------------- | ---------------- | -------------------- |
|             | الأمم المتحدة                             | 21 سبتمبر 1971   | 7 أكتوبر 1960        |
|             | منظمة التجارة العالمية                    | ?                | ?                    |
|             | منظمة التعاون الإسلامي                    | ?                | ?                    |
|             | منظمة الشرطة الجنائية الدولية             | ?                | ?                    |
|             | المركز الدولي لتسوية المنازعات الاستشارية | 20 يناير 2011    | 14 أكتوبر 1966       |
|             | الاتحاد الدولي للاتصالات                  | 27 مارس 1973     | 11 أبريل 1961        |
|             | البنك الدولي للإنشاء والتعمير             | 25 سبتمبر 1972   | 30 مارس 1961         |
|             | المنظمة الهيدروغرافية الدولية             | ?                | ?                    |
|             | الاتحاد البريدي العالمي                   | ?                | ?                    |
|             | منظمة حظر الأسلحة الكيميائية              | ?                | ?                    |
|             | مؤسسة التمويل الدولية                     | 11 أكتوبر 2008   | 30 مارس 1961         |
|             | وكالة ضمان الاستثمار متعدد الأطراف        | 22 أكتوبر 1996   | 12 أبريل 1988        |
|             | يونسكو                                    | 27 يناير 1972    | 14 نوفمبر 1960       |

## وصلات خارجية
- موقع وزارة الخارجية القطرية
- موقع وزارة الخارجية النيجيرية